# Gorlice–Tarnów-offensiven
Gorlice–Tarnów-offensiven var en mindre tysk-österrikisk offensiv på östfronten under första världskriget, inledd i början av maj 1915 och avslutad i november samma år.

## Offensivens förlopp
11:e tyska armén bestående av fyra tyska och en österrikisk-ungersk kår, under befäl av generalöverste August von Mackensen gick här till anfall mot ett befäst ryskt avsnitt, vars djup sträckte sig från Gorlice och Tarnów 40 kilometer längre åt nordväst och sedan 20–30 kilometer österut till närheten av Wisłoka. Området försvarades av trupper tillhörande 3:e ryska armén under befäl av Radko Dimitrijev. 
Offensiven, som i sina huvuddrag var planlagd gemensamt av de tyska och österrikisk-ungerska generalstaberna, förbereddes ytterst omsorgsfullt. Den inleddes 2 maj med en fyra timmar våldsam trumeld, varefter stormning startades klockan 10 på förmiddagen. Redan samma dag hade man tagit större delen av försvararnas främsta ställningar, 3 maj hade man erövrat delar av den bakomvarande andra försvarslinjen, och 4 maj var man framme vid den tredje och sista försvarslinjen. 
5 maj nådde anfallarna Wisłoka, vilket vattendrag man dagen därpå tog kontroll över. Ryssarna tvingades nu att dra sig tillbaka även på angränsande frontsavsnitt, där 3:e och 4:e österrikisk-ungerska arméerna ryckte fram. 7 november kom hela den 150 kilometer långa fronten mellan Wisła och Karpaterna att börja vackla. När centralmakterna sedan fortsatte sin offensiv kom detta att leda till katastrofartade reträtter på hela den ryska fronten från Daugava till Rumänien.